# Linkblog
Ein Linkblog (englisches Kompositum aus Link und Blog, oft auch: Linkdump, deutsch etwa Linkhalde) ist eine spezielle Form eines Weblogs: Es enthält keine längeren Texteinträge, sondern vor allem Links. Diese werden üblicherweise nur durch Tags bzw. Schlagworte annotiert oder in Kategorien sortiert, aber nicht ausführlich kommentiert.
Das Schreiben eines Linkblogs ist auch mit Hilfe von Social Bookmarks möglich. Viele Blogger kombinieren ein Linkblog mit einem normalen Weblog und fügen das Linkblog zum Beispiel in die Seitenleiste des Weblogs ein. In diesem Fall sind auch die Bezeichnungen Sideblog oder Asides gebräuchlich.